# ويلي شينياما
ويلي شينياما (بالإنجليزية: Willy Chinyama)‏ هو لاعب كرة قدم زامبي في مركز ظهير ‏، ولد في 19 أبريل 1984 في لوساكا في زامبيا. شارك مع منتخب زامبيا لكرة القدم. أما مع النوادي، فقد لعب مع زيسكو يونايتد.

## وصلات خارجية
- ويلي شينياما على موقع قاعدة بيانات كرة القدم.إي يو (الإنجليزية)
- ويلي شينياما على موقع ناشيونال فوتبول تيمز (الإنجليزية)
- ويلي شينياما على موقع Soccerway.com (الإنجليزية)
- ويلي شينياما على موقع عالم كرة القدم.نت (الإنجليزية)